# Thumpane Division
Thumpane Division är en division i Sri Lanka.   Den ligger i distriktet Kandy District och provinsen Centralprovinsen, i den centrala delen av landet, 80 km nordost om huvudstaden Colombo. Antalet invånare är 37 356.